# بردونة
بردونة قرية تتبع منطقة سلمية في محافظة حماة في سورية.